# Зайцева (Алуксненский край)
За́йцева (латыш. Zaiceva) — населенный пункт (латыш. vidējciems) в Педедзской волости Алуксненского края. 

## География
Находится в центральной части волости, в 1 км южнее волостного центра Педедзе, в 26 км от краевого центра Алуксне и 228 км от Риги.
Населенный пункт расположен на пересечении автодороги P42 с автодорогами P40 и V402.

## Население
По состоянию на июнь 2015 года, согласно данным Управления по делам гражданства и миграции Министерства внутренних дел Латвийской Республики, на территории населённого пункта Зайцева проживает 63 человека.
В 2007 году население составляло 58 человек, в 2005 году — 47 человек.